# ユージン・I・ゴードン
ユージン・アーヴィング・ゴードン（英語: Eugene I. Gordon、1930年9月14日 – 2014年9月15日）は、アメリカ合衆国の物理学者。ベル研究所の光波装置研究所の所長であった。

## 生涯
ゴードンは、1930年9月14日、ニューヨークで生まれた。1952年にニューヨーク市立大学物理学科を卒業し、1957年にマサチューセッツ工科大学で博士号を取得した。ベル研究所の光波装置研究所の所長になった後、1991年12月31日にレナーテ・アルブレヒト（Renate Albrecht）と結婚した。2014年9月15日にニュージャージー州のスコッチプレーンズで亡くなった。 

## 受賞歴など
- 1968年 - IEEEフェロー
- 1975年 - IEEEウラジミールK.ズウォリーキン賞[3]
- 1978年 - 全米技術アカデミーのメンバーに[4]
- 1984年 - IEEEエジソンメダル[5]